# 1162年
| 千纪： | 2千纪 |
| 世纪： | 11世纪 \| 12世纪 \| 13世纪                                                                                                 |
| 年代： | 1130年代 \| 1140年代 \| 1150年代 \| 1160年代 \| 1170年代 \| 1180年代 \| 1190年代                                           |
| 年份： | 1157年 \| 1158年 \| 1159年 \| 1160年 \| 1161年 \| 1162年 \| 1163年 \| 1164年 \| 1165年 \| 1166年 \| 1167年                 |
| 纪年： | 壬午年（马年）；西夏天盛十四年；金大定二年；西辽绍兴十二年；南宋紹興三十二年；大理盛明元年；越南大定二十三年；日本應保二年 |

## 大事记
- 中國宋高宗讓位於趙昚，是為宋孝宗。(紹興三十二年)
- 3月6日，神圣罗马帝国皇帝腓特烈一世攻陷米兰，三周后摧毁了城防和教堂。布雷西亚、皮亚琴察等北意大利城市因此投降。

## 各国领袖

### 亚洲
- 中国 
  - 金朝：金世宗（1161年－1189年）
  - 南宋：

  1. 宋高宗（1127年－1162年）
  2. 宋孝宗（1162年－1189年）

  - 西夏：夏仁宗（1139年－1193年）
  - 西辽（喀喇契丹）：辽仁宗（1150年－1164年）
  - 大理国：大理景宗（1147年－1171年）
- 日本（平安時代年）
  - 天皇：二条天皇（1158年－1165年）
  - 院政：后白河上皇（1158年－1192年）
  - 关白：近卫基实，关白（1158年－1165年）；摄政（1165年－1166年）
  - 执政者：平清盛（1159年－1181年）
- 朝鲜半岛（高丽王国年）：高麗毅宗（1146年－1170年）
- 大越國（李朝）：李英宗（1138年－1175年）
- 高棉帝国：阇耶跋摩七世，柬埔寨吴哥王朝国王(1160年－1219年）

### 中东
- 阿拔斯王朝：穆斯坦吉德一世，巴格达哈里发（1160年－1170年）
- 法蒂玛王朝：阿迪德，法蒂玛哈里发（1160年－1171年）
- 穆瓦希德王朝：阿卜杜勒·慕敏，摩洛哥哈里发（1130年－1163年）
- 鲁姆苏丹国：基利傑阿爾斯蘭二世（1156年－1192年）

### 欧洲
- 阿拉贡王国： 
  - 佩德羅尼拉（1137年－1162年）
  - 阿方索二世（1162年－1196年）
- 卡斯蒂利亚王国：阿方索八世（1158年－1214年）
- 英格兰王国：亨利二世（1154年－1189年）
- 法兰西王国：路易七世（1137年－1180年）
- 神圣罗马帝国：腓特烈一世（红胡子）（1155年－1190年）
  - 荷兰伯国：佛罗瑞斯三世（1157年－1190年）
  - 教宗国：教宗亞歷山大三世（1159年－1181年）
- 匈牙利王国：
- 伊什特萬三世（1161年－1162年）
  - 拉斯洛二世（1162年－1163年）
  - 莱昂王国：费尔南多二世（1157年－1188年）
- 納瓦拉王國：桑喬六世（1150年－1194年）
- 葡萄牙王国：阿方索一世（1139年－1185年）
- 苏格兰王国：马尔科姆四世（1153年－1165年）
- 西西里王国：古列尔莫一世（1154年－1166年）
- 威尔士：
  - 格温内斯王国：歐文·圭內斯（1137年－1170年）
  - 德赫巴斯王国：Rhys ap Gruffydd（1155年－1197年）
- 拜占庭帝国：曼努埃尔一世（1143年－1180年）
- 丹麥王國：瓦尔德马一世（1157年－1182年）
- 挪威王国：
  - 哈康二世（1157年－1162年）
  - 馬格努斯五世（1161年－1184年）
- 波兰克拉科夫大公国：波列斯瓦夫四世（1146年－1173年）
- 瑞典王国：卡尔（七世）·斯渥克尔松（1161年－1167年）
- 威尼斯共和国：维塔利二世·米凯里，威尼斯总督（1156年－1172年）

## 出生
- 5月31日——元太祖成吉思汗，首位大蒙古国皇帝（蒙古帝国大汗），去世后被追尊为元太祖（1227年去世，65岁）

## 逝世
- 藤原忠實